# František Hájek (soudní lékař)
František Hájek (30. listopadu 1886, Čertyně u Českého Krumlova – 15. března 1962, Praha) byl soudní lékař, který se zajímal zejména o forenzní toxikologii. Také je autorem několika významných publikací v oblasti soudního lékařství. Jeho hlavní dílo nese název Soudní lékařství, které bylo ve své době požadováno za nejrozsáhlejší učebnicí tohoto oboru. Tato publikace je rozdělena do dvou dílu, Díl I: Část všeobecná a Díl II: Část zvláštní. Zároveň se také jedná o nejrozsáhlejší učebnice soudního lékařství.

## Život
František Hájek se narodil 30. listopadu 1886 v malé vesnici Čertyně, která spadá pod Dolní Třebonín a nachází se v okrese Český Krumlov. Jeho matka se jmenovala Karolína a jeho otec Josef byl učitelem v Čertyni. V roce 1890 měla obec pouze 161 obyvatel a 23 domů. Roku 1912 promoval jako doktor medicíny na Karlo-Ferdinandova univerzita (dnes Univerzita Karlova), a stejného roku začal působit jako asistent v Ústavu pro soudní lékařství v Praze. V roce 1933 se stal předsedou ústavu a tuto funkci vykonával až do roku 1957. Během svého působení napsal dosud nejrozsáhlejší učebnici soudního lékařství a také zastával pozici děkana lékařské fakulty. V roce 1937 byl jmenován řádným profesorem. Roku 1937 také poprvé vydal své svou knihu "Soudní lékařství: Díl I" a později toho roku i "Díl II". František Hájek se v roce 1943 podílel na vyšetřování Katyňského masakru, jako člen mezinárodní komise.
Po odchodu z funkce předsedy Ústavu pro soudní lékařství v roce 1957 se František Hájek stáhl z veřejného života. Zemřel 15. března 1962 ve věku 75 let v Praze.

### Katyň

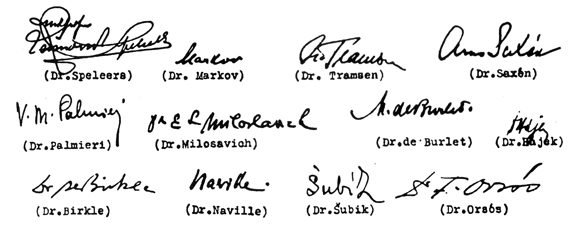
podpisy členů komise, 30. duben 1943

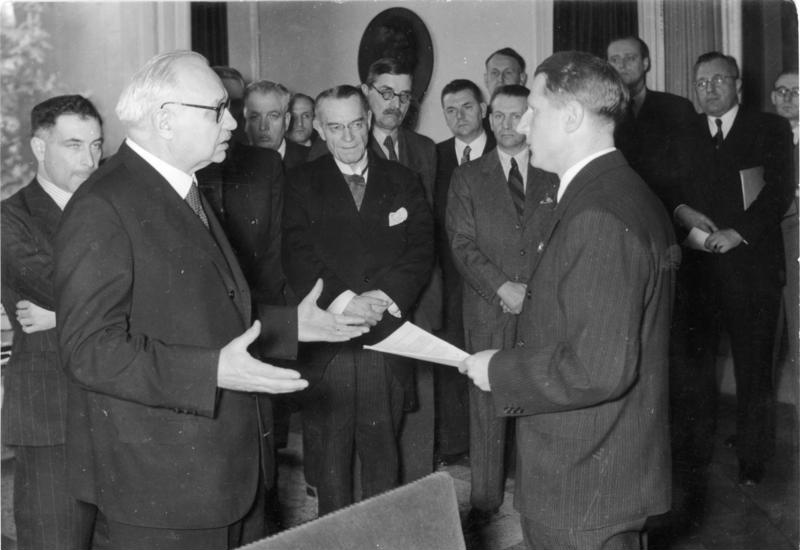
Hájek sedmý zleva v brýlích, s knírem, na pozadí černého oválu (květen 1943)

Profesor Hájek byl v roce 1943 nacisty vyslán jako člen mezinárodní komise do Katyně, aby se podílel na vyšetřování Katyňského masakru. Komise konající pod dozorem německých okupačních orgánů stanovila příčinu smrti obětí a především dobu úmrtí, která ukazovala na vinu sovětských orgánů. Po válce ovšem Dr. Markov (další člen komise) odvolal svůj podpis jako vynucený.

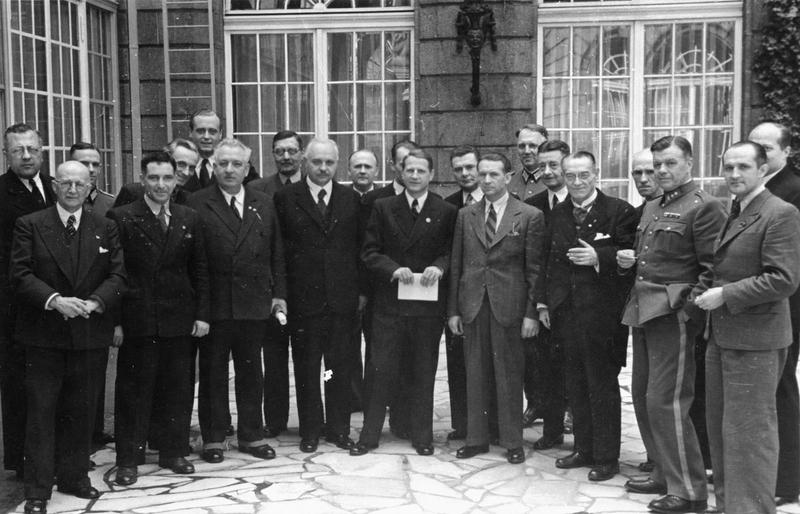
Profesor Hájek (osmý zleva) s dalšími členy komise (Berlín, květen 1943)

Hájek byl na přelomu května a června 1945 krátce zadržen sovětskou tajnou službou. Dr. Hájek po válce publikoval brožuru, ve které uvedl, že se své účasti chtěl vyhnout a svůj podpis odůvodnil obavami o život a vysvětluje důvody, pro které závěr komise nelze považovat za správný: stav rozkladu těl i šatstva, stejně jako zasažení larvami hmyzu neodpovídal době uvedené ve zprávě Buhtzovy komise. Podle jeho názoru těla ležela v hrobě nejvýše 1,5 roku, tedy nejvýše jedno léto (1942) s dobou úmrtí na podzim 1941. To dovozuje vinu nacistů.

### Poválečná kariéra
Spolupracoval se Státní bezpečnosti a pravděpodobně i s nacistickou okupační správou. Pitval například těla Jana Masaryka a Josefa Toufara, u nichž pravděpodobně zfalšoval pitevní nález. Účastnil se i posmrtného ohledání plukovníka Karla Lukase v květnu 1949.